# 庫季謝 (馬林區)
50°50′12″N 29°4′38″E / 50.83667°N 29.07722°E
庫季謝（烏克蘭語：Кутище），是烏克蘭北部的村莊，隸屬日托米爾州的科羅斯滕區。該村始建於1928年，面積0.65平方公里，海拔高度176米，2001年人口62，人口密度每平方公里95.24人。